# Ван Хаутте, Жан
Жан Мари Жозеф, барон Ван Хаутте (нидерл. Jean Marie Joseph baron Van Houtte; 17 марта 1907 — 23 мая 1991) — бельгийский политический деятель, премьер-министр Бельгии с 15 января 1952 по 23 апреля 1954. Позднее — директор (governor) Всемирного банка.

## Биография
Родился в Генте, получил степень доктора в университетах Гента и Льежа. Возглавлял Бельгийский институт общественных финансов и был членом сената с 1949 по 1968 год. Занимал пост министра финансов в кабинетах Жана Дювьёсара (1950) и Жозефа Фольена (1950—1952), а потом сменил последнего на посту премьер-министра в январе 1952 года.
Ван Хаутте снова возглавил министерство финансов в 1958—1961 годах в кабинете Гастона Эйскенса. Потом занимал пост директора (governor) Всемирного банка.